# Pierina Morosini
Pierina Morosini, talijanska katolkinja i blaženica Katoličke Crkve, žrtva silovanja. Blaženom ju je proglasio papa Ivan Pavao II. 1987. u Vatikanu, kao mučenicu in defensum castitatis (»u obrani čednosti«). Bila je članicom Katoličke akcije.
Rođena u selu Fiobbiu blizu Bergama kao prva od devetero djece u obitelji poljoprivrednika oca Rocca Morosinija i majke Sare Noris. Krštena je prvog dana nakon rođenja imenom Pierina Eugenia. Svetu potvrdu primila je u siječnju 1937., a prvu pričest u svibnju 1938. Tijekom Drugog svjetskog rata postala je članicom Katoličke akcije. Nakon rata radila je kao krojačica u Albinu. Krajem travnja 1947. prisustvovala je s članovima Katoličke akcije beatifikaciji Marije Goretti u Rimu. U poraću je pristupila franjevcima trećoredcima. Dana 4. travnja 1957. po povratku s posla napao ju je muškarac i pokušao silovati. Budući da mu se opirala, silovatelj ju je zatukao kamenom i smrskao joj lubanju. Brat ju je našao u lokvi krvi i odveo u bergamsku bolnicu u kojoj je preminula dva dana kasnije.

## Vanjske poveznice
- Službene stranice postulature (tal.)  Arhivirana inačica izvorne stranice od 16. siječnja 2021. (Wayback Machine)

|  | Zajednički poslužitelj ima još gradiva o temi Pierina Morosini |